# 1-Octen-3-ol
1-Octen-3-ol (kurz Octenol) ist eine chemische Verbindung. Im Reinzustand ist es eine farblose Flüssigkeit mit Geruch nach Pilzen und Waldboden. 1-Octen-3-ol gehört zu den Alkoholen, speziell zu den Allylalkoholen, und ist als Stoffwechselprodukt in der Natur weit verbreitet.
Der Geschmack des Octenols ist in Nahrungsmitteln noch bis in den ppb-Bereich wahrnehmbar.

## Vorkommen

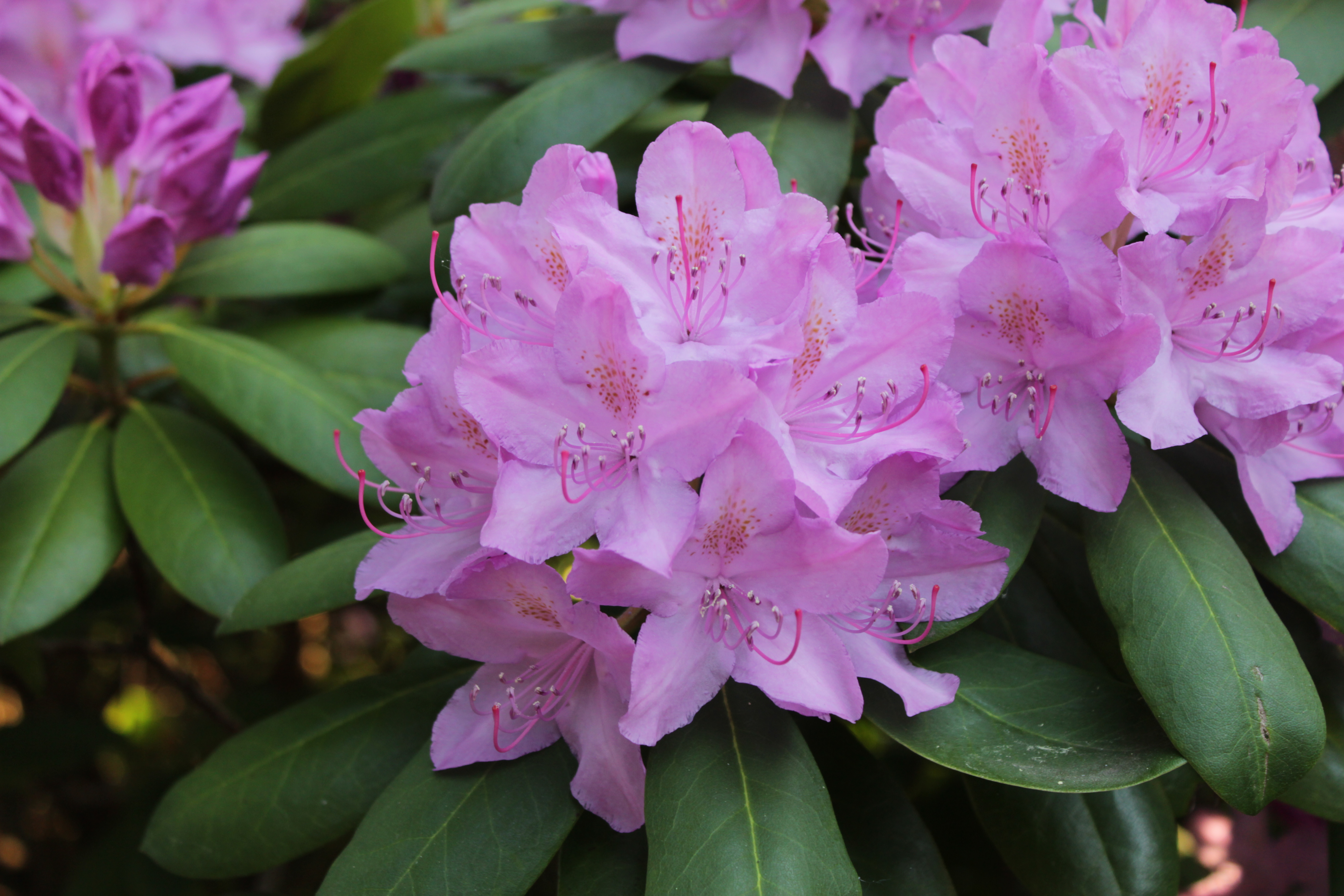
Im Rhododendron ist Octenol der Hauptbestandteil im ätherischen Öl

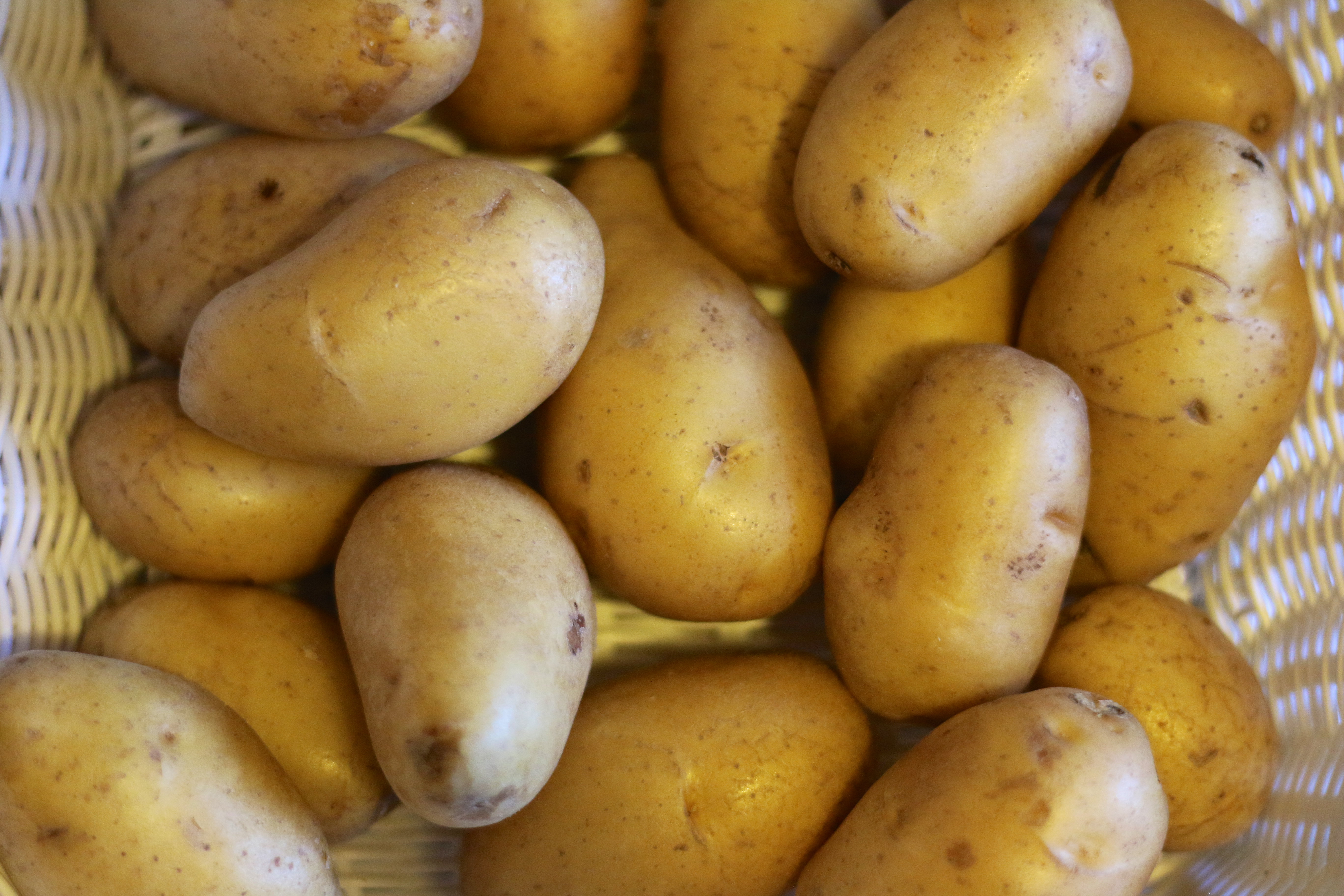
Octenol bestimmt den Geschmack der Kartoffelknolle

Octenol ist der geschmacksbestimmende Stoff in vielen Speisepilzen. Insbesondere entsteht es im Moment des Anschneidens des Pilzfleisches. Der Gehalt in frischen Pilzen ist besonders hoch und nimmt mit zunehmendem Alter rasch ab.
Es ist der Hauptbestandteil im ätherischen Öl von Rhododendron und Lavendel und bestimmt den Geschmack der Kartoffelknolle. In größeren Mengen ist es weiterhin in Anis-Duftnesseln, Wilder Bergamotte (Monarda fistulosa), Oregano (Origanum vulgare) und Westindischem Lorbeer (Pimenta racemosa) sowie in Monarda fistulosa, Zitronenstrauch (Aloysia citrodora), Winter-Bohnenkraut (Satureja montana), der Indianernessel (Monarda didyma), Thymianen (Thymus serpyllum, Thymus riatarum), Wolfstrapp (Lycopus americanus), Arabischem Bergkraut (Micromeria fruticosa) und verschiedene Pflanzen der nordamerikanischen Gattung Pycnanthemum enthalten. Es wirkt gegen den Befall mit Schimmelpilzen wie Penicillium oder Aspergillus und wird vermutlich aus diesem Grund als Sekundärstoff von Pilzen und Pflanzen produziert.
Octenol ist Stoffwechselprodukt vieler Mikroorganismen, wie beispielsweise des Schimmelpilzes Penicillium. Es ist eine der Substanzen, die den muffigen Geruch schimmliger Wohnungen verursachen und bleibt noch längere Zeit nach erfolgter Schimmelbekämpfung wahrnehmbar. Auch schimmeliges Gemüse und alte Bücher verdanken ihr Aroma teilweise dem Octenol.
Octenol ist mitverantwortlich für viele Nahrungsmittelaromen wie z. B. den Geruch und Geschmack von Blauschimmelkäse und Camembert oder den Korkton des Weines.

## Stereochemie

Racemat: 1:1-Gemisch aus (R)-Isomer und (S)-Isomer

Octenol ist eine chirale Verbindung, die ein asymmetrisch substituiertes Kohlenstoffatom enthält. Die synthetisch hergestellte Verbindung liegt daher in der Regel als 1:1-Gemisch (Racemat) von zwei spiegelbildlichen Molekülen (Enantiomeren) vor:
- (R)-(−)-1-Octen-3-ol
- (S)-(+)-1-Octen-3-ol

Diese unterscheiden sich in ihren physiologischen Wirkungen. Durch geeignete Synthesestrategien oder Trennverfahren lassen sich gezielt die einzelnen Stereoisomere gewinnen.

## Rolle im Insektenstoffwechsel
Octenol ist neben 4-Hydroxy-4-methyl-2-pentanon, 1-Hepten-3-on und 3-Octanon einer derjenigen geruchsintensiven Stoffe, die, von Pflanzen und Pilzen ausgehend, Insektenweibchen anlocken und zur Eiablage veranlassen. 40 Prozent der olfaktorischen Zellen der Tsetsefliege sprechen auf Octenol an.

## Herstellung und Biosynthese
Chemisch ist die Herstellung von Octenol über zwei Pfade möglich:
- durch Grignard-Reaktion von Acrolein mit Amyljodid in 65 Prozent Ausbeute
- durch selektive Reduktion von 1-Octen-3-on in 90 Prozent Ausbeute[16]

Biochemisch wird (R)-(–)-Octenol durch Peroxidation von Linolsäure, katalysiert von einer Lipoxygenase, und anschließende Spaltung des Hydroperoxids, mithilfe einer Hydroperoxidlyase, gebildet. Diese Reaktion findet ebenso im Käse statt und wird biotechnologisch zur Herstellung des (R)-(–)-Enantiomers genutzt.

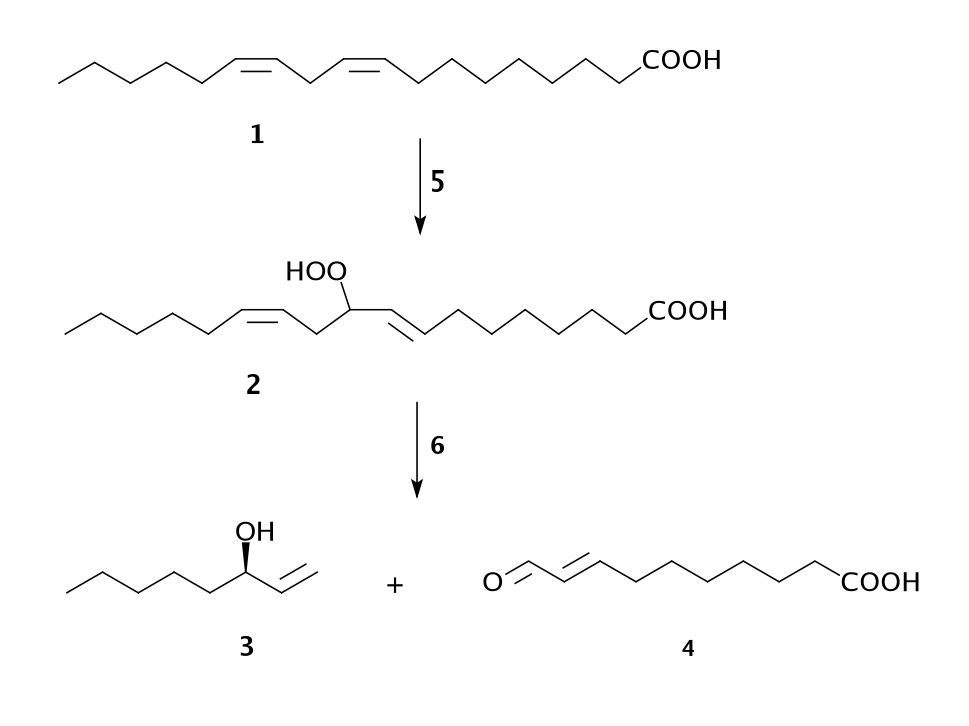
Biosynthese von R-(−)-1-Octen-3-ol. 1: Linolsäure. 2: 10-Hydroperoxy- 8E,12Z-octadecadiensäure. 3: R-1-Octen-3-ol. 4: 10-Oxo-8E-decensäure. 5: Lipoxygenase. 6: Hydroperoxidlyase.

## Verwendung
Octenol wird als Lockstoff für Tsetsefliegen, Mücken und Moskitos in professionellen Lockstofffallen verwendet. Von den zwei Stereoisomeren ist hierbei nur das (R)-(−)-1-Octen-3-ol wirksam. Meist wird jedoch das technisch leichter synthetisierbare 1:1-Gemisch (Racemat) eingesetzt.
Weiterhin wird es als Parfümbestandteil verwendet. In manchen Parfüms ist es bis zu 1 Prozent enthalten.

## Gefahren
Octenol wird als gesundheitsschädlich eingestuft: für orale Aufnahme existiert ein LD50 von 340 mg/kg, für Aufnahme über die Haut ein LD50 von 3300 mg/kg. Es gilt zudem als augenreizend.
Inamdar und Mitarbeiter konnten in Drosophila und in menschlichen Zelllinien eine Störung des Dopamingleichgewichts durch 1-Octen-3-ol feststellen. Damit ist die Ungiftigkeit von Octenoldämpfen in Frage gestellt. Ausdünstungen von Octenol in verschimmelten Räumen könnten für neuropsychologische Probleme und Bewegungsstörungen verantwortlich sein. Octenol könnte ein Faktor für die Parkinson-Krankheit sein.